# Christopher Jones
Christopher Jones (Penarth, 23 de junho de 1884 - 18 de dezembro de 1937) foi um jogador de polo aquático britânico, campeão olímpico.
Christopher Jones fez parte do elenco campeão olímpico de Antuérpia 1920